# 金奎善
金奎善（韓語：김규선，1988年7月26日—），韓國女演員。

## 演出作品

### 電視劇
- 2010年：MBC《還想結婚的女子》
- 2012年：SBS《蠑螈道士和影子操作團》飾演 車模
- 2013年：JTBC《老大》飾演 在林
- 2014年：MBC《Hotel King》飾演 河素妍
- 2014年：OCN《Frost醫生》
- 2015年：SBS《華麗的鄰居》飾演 鄭世珍
- 2015年：MBC《華政》飾演 貞惠翁主
- 2015年：MBC《夜行書生》
- 2015年：MBC《美麗的你》飾演 車西彤
- 2017年：MBC《你太過分了》飾演 丁海星
- 2019年：SBS《Big Issue》飾演 李明子
- 2020年：KBS《他就是那傢伙》
- 2020年：MBC《李小姐知情》飾演 韓宥拉
- 2021年：KBS《學校2021》飾演 宋彩琳
- 2022年：MBC《黑話律師》飾演 艾雪莉金
- 2022年：MBC《魔女的遊戲》飾演 鄭惠秀 / 鄭美昭
- 2024年：KBS《醜聞》飾演 閔珠蓮

### 電影
- 2010年：《深夜FM》
- 2012年：《共謀者》
- 2017年：《The King》
- 2018年：《上流社会》

### MV
- 2012年：TimeZ《偶像萬萬歲》

## 外部連結
- 金奎善的Instagram帳戶
- NAVER搜索 （页面存档备份，存于）
- 더착한엔터테인먼트官方部落格介紹 （页面存档备份，存于）